# Los Reyes (estación)
Los Reyes es una de las estaciones que forman parte del Metro de Ciudad de México, perteneciente a la Línea A. Se ubica al oriente del Estado de México, en el municipio de La Paz.

## Información general
Es llamada así por encontrarse en la cabecera del municipio de La Paz, la ciudad de Los Reyes Acaquilpan, una población adyacente a la Ciudad de México.
Antiguamente en esta zona había un asentamiento de la fase azteca III (1430 a 1521 D.C.) al pie del cerro La Caldera. Durante la conquista espiritual de la región en este lugar se edificó un templo en honor a los Reyes Magos, razón por la cual este municipio recibe este nombre. Su símbolo representa las coronas de los tres Reyes Magos.

## Salidas de la estación
- Norte: Avenida Puebla esquina Calle Porfirio Díaz, Col. Los Reyes Acaquilpan Centro, La Paz, Estado de México.
- Sur: Avenida Puebla esquina Calle Pensador Mexicano, Col. Los Reyes Acaquilpan Centro, La Paz, Estado de México. Salida a Palacio Municipal.

## Afluencia
El número total de usuarios en 2014 fue de 6,113,069 usuarios, el número de usuarios promedio en el mismo año fue el siguiente:
| Tipo de día   | Afluencia promedio |
| ------------- | ------------------ |
| Día festivo   | 12,123             |
| Día laboral   | 17,937             |
| Fin de semana | 14,269             |
| Anual         | 16,748             |

La siguiente tabla muestra la afluencia de la estación en los últimos 10 años:
| Afluencia Anual de Pasajeros | Afluencia Anual de Pasajeros | Afluencia Anual de Pasajeros | Afluencia Anual de Pasajeros | Afluencia Anual de Pasajeros | Afluencia Anual de Pasajeros |
| ---------------------------- | ---------------------------- | ---------------------------- | ---------------------------- | ---------------------------- | ---------------------------- |
| Año                          | Afluencia                    | A Diario                     | Ranking                      | Incremento                   | Ref.                         |
| 2023                         | 6,211,147                    | 17,016                       | 71°/195                      | +0.39%                       | [ 3 ]                        |
| 2022                         | 6,187,144                    | 16,951                       | 58°/175                      | +25.02%                      | [ 4 ]                        |
| 2021                         | 4,949,098                    | 13,559                       | 51°/195                      | +5.08%                       | [ 5 ]                        |
| 2020                         | 4,709,642                    | 12,867                       | 68°/195                      | -24.56%                      | [ 6 ]                        |
| 2019                         | 6,242,517                    | 17,102                       | 108°/195                     | +7.10%                       | [ 7 ]                        |
| 2018                         | 5,828,441                    | 15,968                       | 111°/195                     | -13.41%                      | [ 8 ]                        |
| 2017                         | 6,731,039                    | 18,441                       | 93°/195                      | +1.27%                       | [ 9 ]                        |
| 2016                         | 6,646,731                    | 18,160                       | 102°/195                     | +26.10%                      | [ 10 ]                       |
| 2015                         | 5,270,811                    | 14,440                       | 116°/195                     | -23.51%                      | [ 11 ]                       |
| 2014                         | 6,890,741                    | 18,878                       | 96°/195                      | +4.84%                       | [ 12 ]                       |